# Herwig Ilkow
Herwig Ilkow (* 16. September 1913 in Wien; † 1. Juli 1942 in der Sowjetunion) war ein österreichischer, nationalsozialistischer Politiker.
Die Familie Ilkow zog 1925 nach Eisenstadt und unterhielt Kontakte zu illegalen Nationalsozialisten; ihr Haus mit Telefon war im März 1938 ein Stützpunkt der Anschluss-Aktionen. Vater Arnold Ilkow (1887–1948) wurde 1938 Bürgermeister von Eisenstadt.
Herwig Ilkow war 1938 Stableiter einer SA-Brigade und wurde am 15. März 1938 von Gauleiter Tobias Portschy zum Mitglied des Burgenländischen Landtags ernannt.
Herwig Ilkow fiel im Zweiten Weltkrieg.